# Võide
Võide is een plaats in de Estlandse gemeente Alutaguse, provincie Ida-Virumaa. De plaats heeft de status van dorp (Estisch: küla) en telt 9 inwoners (2021).
Tot in oktober 2017 hoorde Võide bij de gemeente Mäetaguse. In die maand werd Mäetaguse bij de fusiegemeente Alutaguse gevoegd.